# Ясколка пурпурная
Ясколка пурпурная (лат. Cerastium purpurascens) — вид травянистых растений рода Ясколка (Cerastium) семейства Гвоздичные (Caryophyllaceae).

## Ботаническое описание
Многолетнее растение. Внизу опушенное волосками, вверху часто железистыми. Стебли восходящие, 2—50 см высотой, наверху ветвистые. Прикорневые листья продолговато-эллиптические, островатые, опушенные, оттянутые в черешки, в нижней части длинно-реснитчатый, равный или длиннее пластинки. Стеблевые листья яйцевидно-ланцетовидные, сидячие, при основании спаянные. Соцветие верхушечное, зонтиковидное, 2—10 цветковое, редко стебель одноцветковый. Цветоножки длиннее чашечки, по отцветании вниз направленные. Чашелистики яйцевидные, 5—12 мм длиной, острые, на спинке опушенные, по краю и у верхушки нередко пурпурно-покрашенные. Лепестки обратно-яйцевидные, в 2—3 раза длиннее чашечки, редко равны ей, снаружи белые, совнутри желтовато-зелёные, на верхушке более менее глубоко двунадрезанные, при основании волосистые и реснитчатые. Тычиночные нити в нижней части шерстисто-опушенные. Коробочка цилиндрическая, в 2—3 раза длиннее чашечки. Семена бугорчатые, 0,8—2 мм длиной.

## Распространение
Встречается на Кавказе. Растёт на альпийских и субальпийских лугах и зарослях рододендрона кавказского (Rhododendron caucasicum), на горных травянистых и щебнистых склонах.

## Значение и применение
На горных лугах Карабаха отлично или хорошо поедается на ранних стадиях скотом, после цветения поедается удовлетворительно. По другим наблюдениям поедается плохо или совсем не поедается.
По наблюдениям в Кабардино-Балкарии поедается западнокавказским туром (Capra caucasica).